# ذنب الأسد التيبتي
ذنب الأسد التيبتي (الاسم العلمي: Leonurus tibeticus) هو نوع من النباتات يتبع جنس ذنب الأسد من الفصيلة الشفوية.